# ميكيلي سوما
ميكيلي سوما (بالإيطالية: Michele Somma)‏ (16 مارس 1995 بساليرنو في إيطاليا - ) هو لاعب كرة قدم إيطالي في مركز الدفاع. شارك مع منتخب إيطاليا تحت 16 سنة لكرة القدم ومنتخب إيطاليا تحت 18 سنة لكرة القدم ومنتخب إيطاليا تحت 19 سنة لكرة القدم ومنتخب إيطاليا تحت 20 سنة لكرة القدم ومنتخب إيطاليا تحت 21 سنة لكرة القدم. أما مع النوادي، فقد لعب مع نادي إمبولي ونادي بريشيا ونادي روما.

## وصلات خارجية
- ميكيلي سوما على موقع الاتحاد الأوربي (الإنجليزية)
- ميكيلي سوما على موقع قاعدة بيانات كرة القدم.إي يو (الإنجليزية)
- ميكيلي سوما على موقع Soccerway.com (الإنجليزية)
- ميكيلي سوما على موقع AS.com (الإسبانية)